# Дюмулен, Франк
Франк Дюмуле́н (фр. Franck Dumoulin, род. 13 мая 1973 года в Денене, регион Нор — Па-де-Кале, Франция) — французский стрелок из пистолета, олимпийский чемпион 2000 года, чемпион мира и Европы, многократный победитель Кубка мира.
Участник 6 подряд летних Олимпиад (1992—2012). На всех 6 Олимпиадах участвовал в соревнованиях по стрельбе из пистолета на 50 м и пневматического пистолета на 10 м. В 1996 году в Атланте также участвовал в турнире по стрельбе из скорострельного пистолета на 25 м. Кроме своей победы в стрельбе из пневматического пистолета на Играх в Сиднее в 2000 году Дюмулен на Олимпиадах ни разу не попадал в 10-ку лучших ни в одном из видов.
Первый титул чемпиона мира Дюмулен завоевал в 1994 году в Милане (пневматический пистолет на 10 м), в 1998 году выиграл в Барселоне свой второй титул (пистолет на 50 м). Несколько раз побеждал на чемпионате Европы и в Кубке мира.